# Ellsworth Kelly

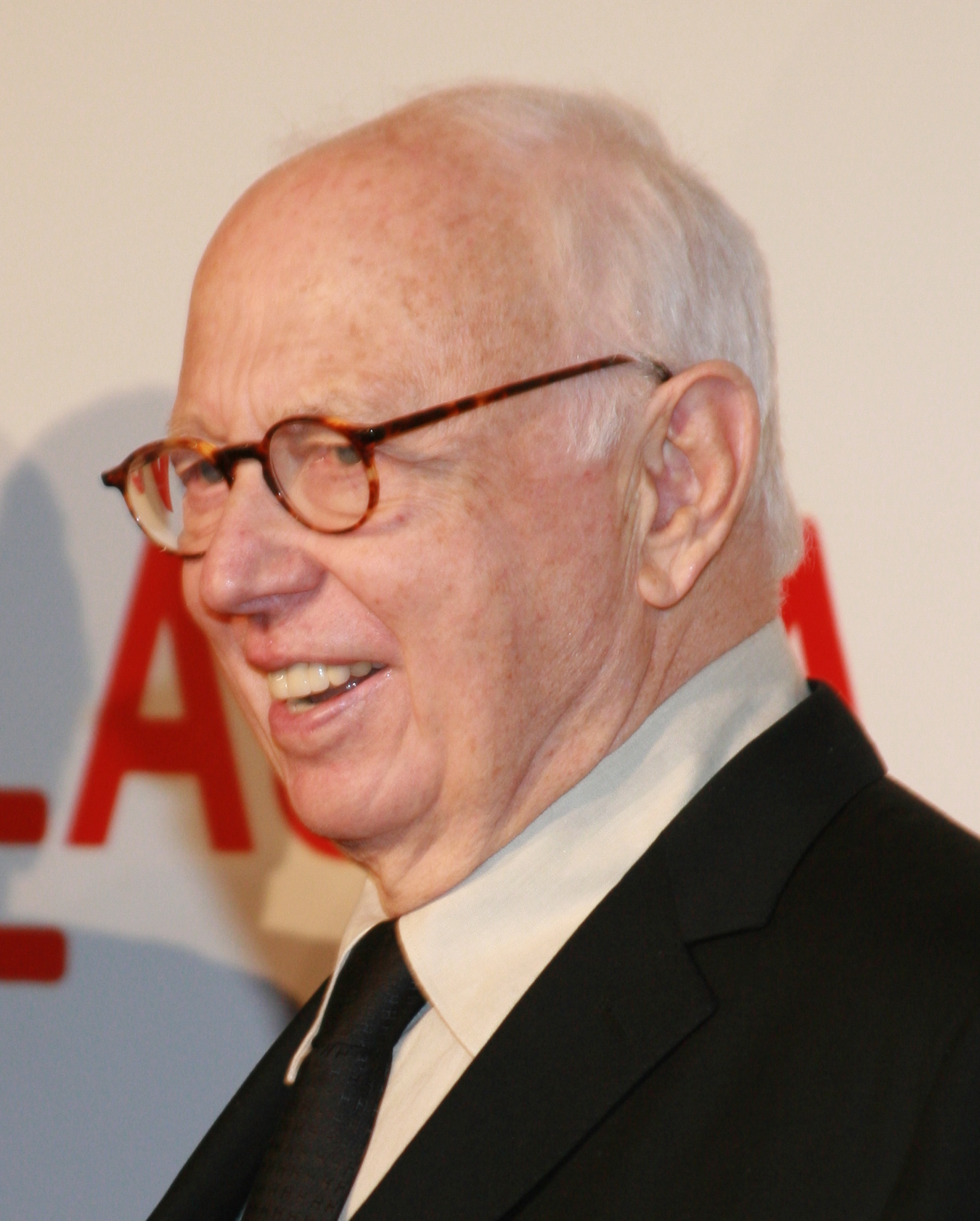
Ellsworth Kelly (2008)

Ellsworth Kelly (* 31. Mai 1923 in Newburgh, Orange County, New York; † 27. Dezember 2015 in Spencertown, New York) war ein US-amerikanischer Maler und Bildhauer. Kelly überwand das Konzept des rechtwinkligen Bildes, indem er Kompositionen schuf, in denen monochrome Farbformen zu eigenständigen Gemälden wurden. Er war ein Hauptvertreter der Farbfeldmalerei und des Hard Edge.

## Leben
Ellsworth Kelly wurde 1923 als Sohn eines Versicherungsangestellten in Newburgh geboren und wuchs in Oradell (New Jersey) auf. Von 1941 bis 1943 studierte er am Pratt Institute in Brooklyn. Er diente von 1943 bis 1945 im Zweiten Weltkrieg, wo er an der Schlacht um die Bretagne teilnahm. Nach Kriegsende besuchte Kelly von 1946 bis 1948 die „School of The Museum of Fine Arts“ in Boston und ging danach zum weiteren Studium nach Paris an die École nationale supérieure des beaux-arts. 1950 unterrichtete er für ein Jahr an der „American School“ in Paris und besuchte die Ateliers von Constantin Brâncuși, Alexander Calder, Francis Picabia, Georges Vantongerloo, Alberto Magnelli, Hans Arp und Sophie Taeuber-Arp. 1954 kehrte er in die Vereinigten Staaten zurück und bezog ein Wohnatelier auf der Broad Street in New York. Wenig später bezog er ein Loft in Coenties Slip in Nachbarschaft zu Robert Indiana, Agnes Martin, James Rosenquist und Jack Youngerman. Im Jahr 1970 bezog er ein Atelier in Chatham sowie ein Wohnhaus nahe Spencertown, wo er zusammen mit seinem Partner, dem Fotografen Jack Shear, lebte.

## Werk

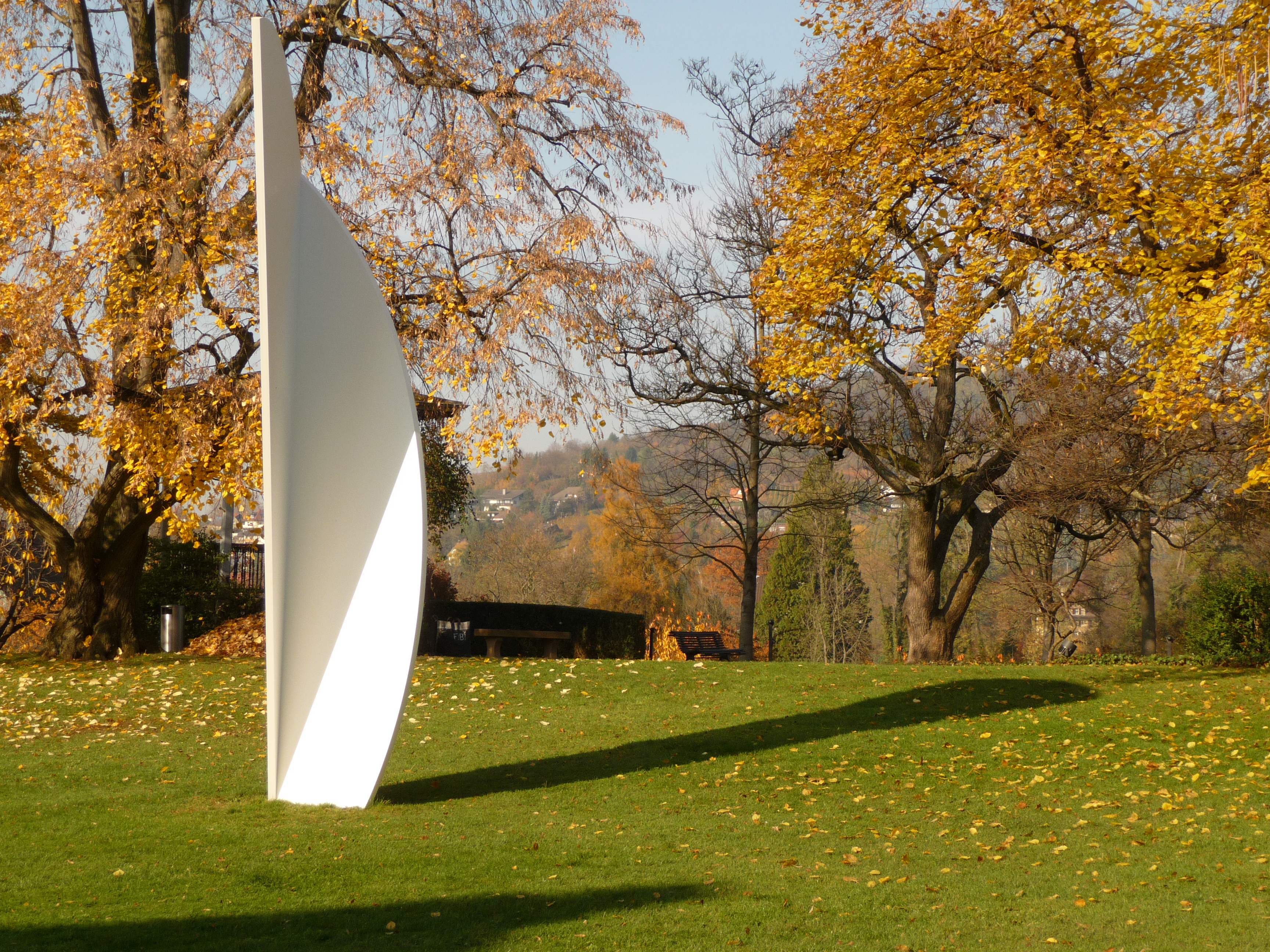
White Curves (2002) von Kelly im Garten der Fondation Beyeler in Riehen bei Basel, Schweiz

Ellsworth Kellys Bilder, die zur Stilrichtung des Hard Edge gehören, zeichnen sich durch geometrische Flächen aus, die mit intensiver Farbgebung, mit harten und scharfen Konturen, aufeinanderstoßen. Seine Werke schuf Kelly in abstrakter Gestalt mit äußerster Klarheit und Einfachheit. Seit 1945 malte er schwarz-weiße Bilder. Die Paneele oder die auf Keilrahmen gespannten Leinwände proportionierte er so, dass Unabhängigkeit und dennoch Einheitlichkeit der Form gewahrt blieben. Die Formen der Paneele folgten vorbestimmten Systemen oder geometrischen Berechnungen. In den folgenden Jahren wandte Kelly sich von den rein geometrisch gehaltenen Paneelen ab, malte seine Paneele in Schwarz, Weiß und Grau und erprobte Variationen von Paneelpaaren, die längs einer Diagonale miteinander verbunden sind. 1958 begann er freistehende Skulpturen und seit 1973 totempfahlartige Skulpturen aus Stahl und Aluminium herzustellen.
Als Kurator organisierte Kelly 2014 eine Ausstellung von Henri-Matisse-Zeichnungen im Mount Holyoke College Art Museum in South Hadley, Massachusetts. 2015 folgte die von ihm kuratierte Ausstellung Monet/Kelly am Clark Art Institute, Williamstown, Massachusetts.

## Auszeichnungen und Ehrungen
- 1963: Brandeis Creative Arts Award der Brandeis University in Waltham
- 1964: Preis der Malerei der Carnegie International Exhibition, Pittsburgh
- 1974: Preis der Malerei des Art Institute of Chicago
- 1974: Mitglied des „National Institute of Arts and Letters“
- 1987: Chevalier de l’Ordre des Arts et des Lettres
- 1994: Wahl zum Mitglied (NA) der National Academy of Design[6]
- 1996: Wahl zum Mitglied der American Academy of Arts and Sciences
- 2000: Praemium Imperiale
- 2001: Ehrenmitglied der Royal Academy of Arts
- 2010: Alexej-von-Jawlensky-Preis[7]
- 2012: LeadAward (Goldmedaille in der Kategorie „Zeitung“ als beste Einzelleistung des Jahres)[8]
- 2012: National Medal of Arts

## Werke (Auswahl)
- 1952: Eleven Panels, Kite II, Öl auf Leinwand, elf miteinander verbundene Tafeln, 80 × 280 cm, Centre Georges-Pompidou, Paris
- 1993: Green Relief with Blue, Öl auf Leinwand, zwei miteinander verbundene Tafeln, 304,8 × 249,6 cm, Kunstsammlung Nordrhein-Westfalen, Düsseldorf
- 2000: Berlin-Panels (Aluminium) im Paul Löbe-Haus, Deutscher Bundestag, Berlin[9]

## Ausstellungen (Auswahl)
- 1951: Galerie Arnaud, Paris
- 1956: Betty Parsons Gallery, New York
- 1964: documenta III, Kassel
- 1966: Systemic Painting, Solomon Guggenheim Museum, New York
- 1966: 33. Biennale Venedig, Venedig
- 1968: 4. documenta, Kassel
- 1973: Museum of Modern Art, New York; Retrospektive
- 1977: documenta 6, Kassel
- 1982: Whitney Museum of American Art, New York; Retrospektive
- 1992: documenta IX, Kassel
- 1996: Solomon R. Guggenheim Museum, New York; weitere Stationen Museum of Contemporary Art, Los Angeles, Tate Gallery, London, Haus der Kunst, München; Retrospektive
- 2000: Städtische Galerie im Lenbachhaus und Kunstbau, München: Ellsworth Kelly – The early drawings (1948–1955)[10]
- 2011: Haus der Kunst, München
- 2011: Pinakothek der Moderne, München
- 2012: Museum Wiesbaden, Ellsworth Kelly. Schwarz und weiß
- 2016: Museum Voorlinden, Wassenaar, Niederlande
- 2024: Fondation Louis Vuitton, Paris, Frankreich

## Filmografie
- 2011: Ellsworth Kelly – Abstrakte Schönheit, Dokumentarfilm (BR), Regie: Birgitta Ashoff